# Lorenz (cifratrice)

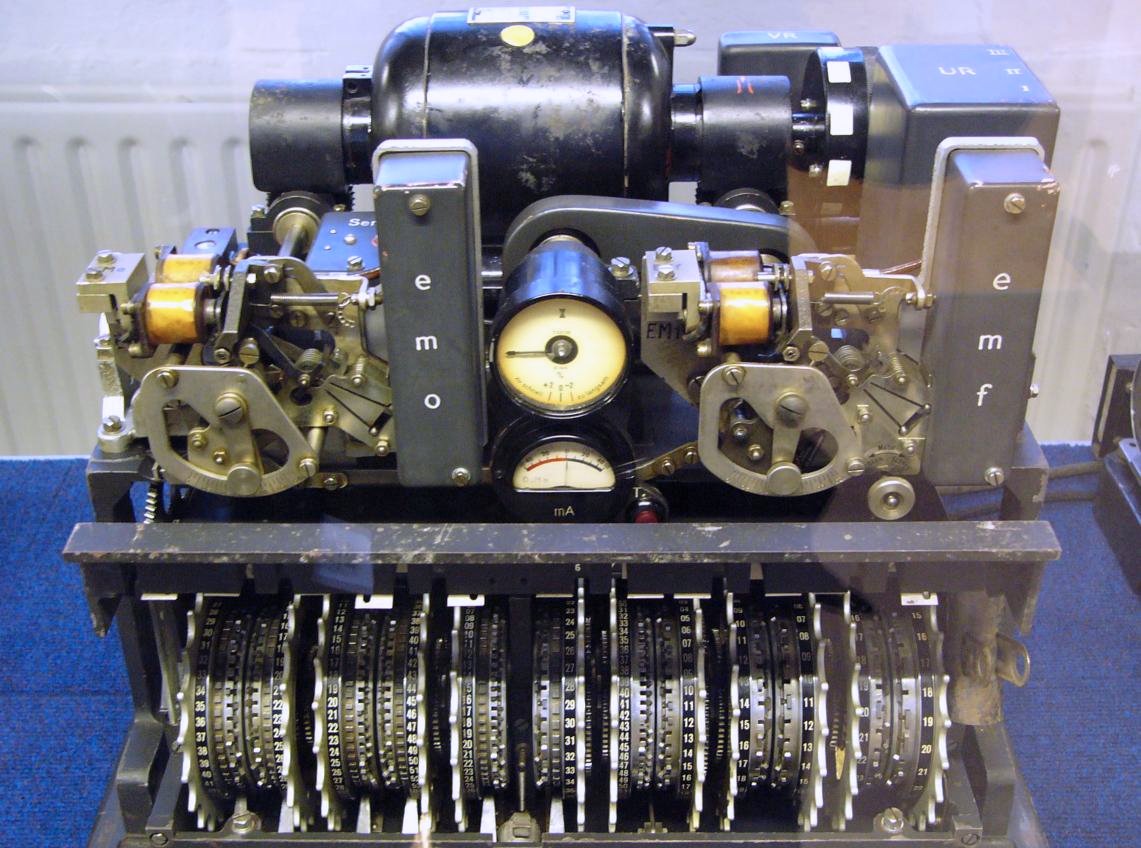
Lorenz SZ42

La Cifratrice Lorenz (nota anche come Lorenz SZ40/42, chiamata dai decifratori inglesi Tunny, it. “tonno”) fu realizzata dalla ditta tedesca Standard Elektrik Lorenz AG su richiesta delle autorità militari del Terzo Reich quale integrazione della cifratrice elettromeccanica Enigma e funse da telescrivente per comunicazioni coperte da segreto.

## La macchina cifratrice-telescrivente

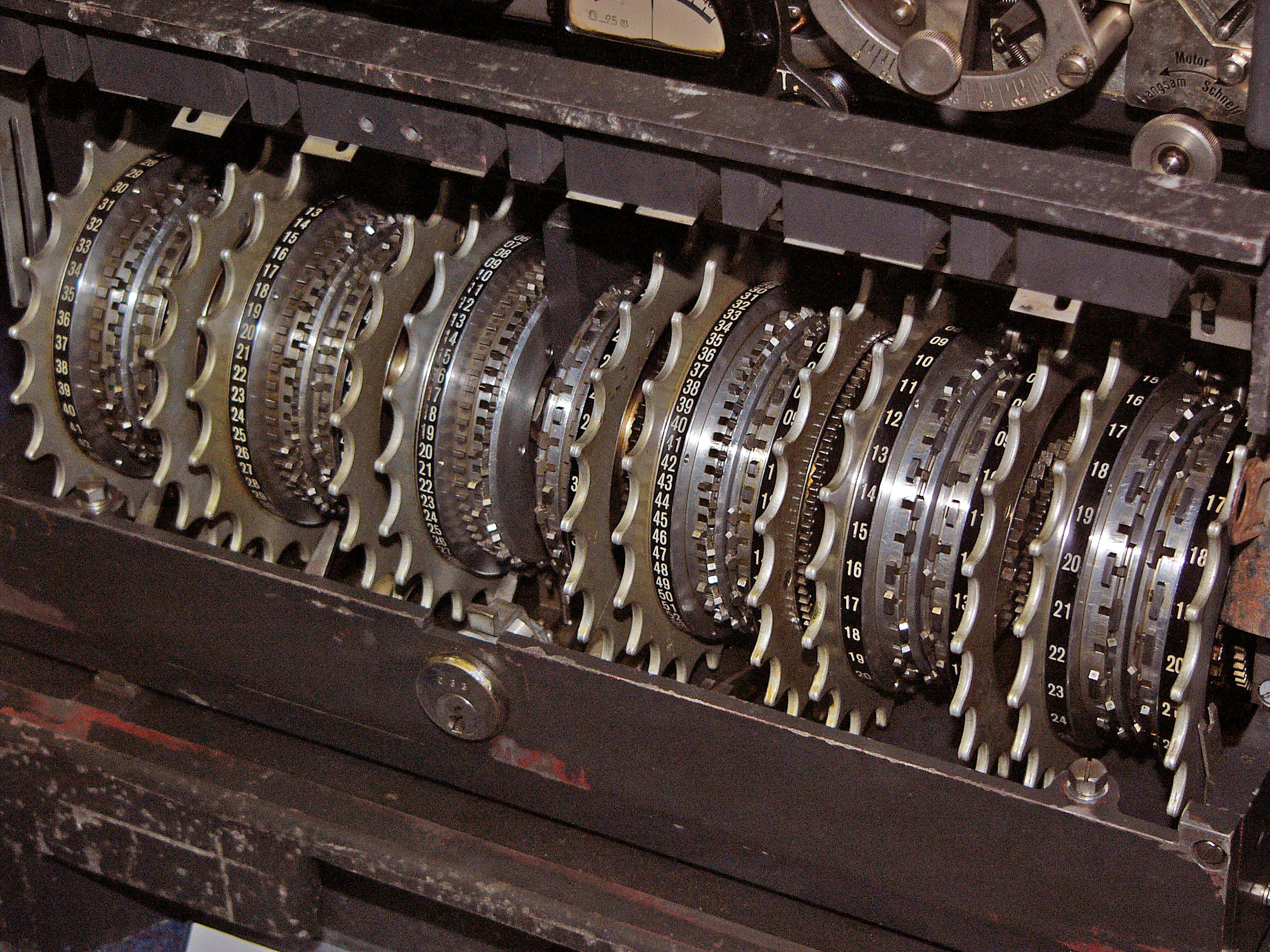
I 12 rotori della macchina Lorenz contenenti 501 pioli.

I tedeschi cercarono di semplificare il processo di cifratura ed allo scopo la Lorenz sviluppò un'appendice al sistema di cifratura allora in uso. Questa telescrivente utilizzava l'usuale Codice Baudot di 5 bit che consentiva la rappresentazione di 32 segni differenti fra loro. La rappresentazione binaria era particolarmente adatta all'utilizzo di una codifica con chiave casuale. 
I tecnici tedeschi chiamarono il nuovo apparato Schlüsselzusatz Lorenz SZ40 (e le successive versioni SZ42 e SZ42a). Il vantaggio decisivo di questo sistema era che il mittente inseriva il testo in chiaro ed il destinatario lo riceveva anche lui già in chiaro (tramite un apparato Lorenz predisposto come ricevente). Tuttavia esso era troppo grosso e pesante per rimpiazzare totalmente Enigma e quindi fu utilizzato solo per il traffico radio destinato ai livelli gerarchici più elevati.
Lorenz SZ42 utilizzava 12 rotori con pioli disposti in posizione casuale, che chiudevano o aprivano un circuito elettrico a seconda della loro posizione. Il primo gruppo di cinque cilindri con le suddivisioni 41-, 31-, 29-, 26-, 23- generavano la cifratura di Vernam in codice di 5 bit. Ogni cilindro avanzava di un passo ad ogni singola cifratura. Il secondo gruppo con le suddivisioni 43-, 47-, 51-, 53- e 59- era trascinato al passo della cifratura di Vernam, generando bit in sequenza pseudo-casuale che, prima della trasmissione, venivano posti in XOR con quelli del testo cifrato. Due rotori soli provvedevano all'avanzamento casuale. Il cilindro con periodicità 61 muoveva il primo gruppo di cilindri e conduceva il secondo cilindro con periodicità 37, il quale a sua volta guidava il secondo gruppo.
Tutti i cilindri potevano essere provvisti di pioli a scelta. La posizione iniziale regolabile dei cilindri consentiva una chiave personale. La chiave aveva una periodicità superiore a 1019.
La decrittazione al ricevimento avveniva sfruttando la proprietà della funzione binaria XOR: la ricostruzione del testo cifrato avveniva sottoponendo il flusso di caratteri in arrivo ad operazione XOR con lo stesso flusso di caratteri binari generato in sede di cifratura. Ciò comportava tuttavia un problema operativo non indifferente: le operazioni di decifratura della macchina del destinatario, contemporanee a quelle di cifratura della macchina del mittente, dovevano avvenire in perfetta sincronia con quelle di quest'ultima. La perdita di sincronismo determinava l'impossibilità di decifratura (veniva ricevuta una sequenza di caratteri priva di senso).

## La violazione della cifratura
Sul ponte-radio Vienna-Atene della Wehrmacht, in funzione dal 1941, ancora durante la fase sperimentale della macchina cifratrice, fu inviato uno stesso messaggio di circa 4.000 caratteri, due volte, una poco dopo l'altra, cifrato con la medesima posizione iniziale dei cilindri-chiave. Il destinatario aveva chiesto di ritrasmettere il messaggio poiché la parola iniziale SPRUCHNUMMER era stata sostituita con SPRUCHNR. Questo grave errore di un radiotelegrafista, commesso già all'inizio, doveva diventare decisivo per la futura violazione del sistema di cifratura Lorenz.
La telecifratrice T52 della Siemens era descritta ampiamente nel documento del brevetto, che era anche in possesso degli inglesi. Questa macchina operava in modo analogo alla macchina Lorenz. John Tiltman, capo dei decifratori di Bletchley Park, riuscì dopo settimane di lavoro a risalire al testo in chiaro. Dai due testi intercettati egli ricostruì le differenze e cercò di inserire le parole più probabili. Con questo procedimento riuscì a ricostruire la chiave di quattromila parole e quindi la struttura interna della cifratrice Lorenz SZ42. 
Il giovane matematico William Thomas Tutte scoprì la quantità e le periodicità dei singoli rotori della macchina. 
Nel gennaio 1942 la struttura generale della cifratrice Lorenz era chiarita, comprese le posizioni dei pioli sui rotori. Si dovevano "soltanto" ancora scoprire le giuste posizioni iniziali dei rotori. La "violazione" manuale dei codici durava normalmente, nel 1943, circa quattro giorni ed in quel lasso di tempo le informazioni risultavano ormai superate, perciò si cercò di meccanizzare il procedimento.  La macchina con la quale si riuscì a risolvere il problema fu Colossus, che dal febbraio 1944 consentì di operare con successo nella rapida decifratura dei messaggi trasmessi tramite la SZ42.